# Dalmeny House
Dalmeny House (prononcé /d æ l ˈ m ɛ n i /) est un manoir de style néo-gothique situé dans un domaine proche de Dalmeny sur le Firth of Forth, au nord-ouest d'Édimbourg, en Écosse. Il est conçu par William Wilkins et achevé en 1817. Dalmeny House est la demeure du comte et de la comtesse de Rosebery. La maison est la première en Écosse à être construite dans le style néo-Tudor. Elle offre plus de confort que l'ancienne résidence ancestrale, le château de Barnbougle (en), qui se trouve toujours à proximité. Dalmeny reste aujourd'hui une maison privée, bien qu'elle soit ouverte au public pendant les mois d'été. La maison est protégée en tant que bâtiment classé de catégorie A tandis que le terrain est dans l'Inventaire des jardins et des paysages aménagés en Écosse.

## Histoire
Au XIIIe siècle, le domaine est la propriété de la Famille de Montbray, qui fait construire le château de Barnbougle. En 1402, John Mowbray de Barnbougle, laird de Dalmeny, est fait chevalier par Thomas Erskine lors de la bataille de Homildon Hill.
Le domaine est acquis en 1662 par Archibald Primrose, dont le fils est créé comte de Rosebery en 1703. En 1774, Neil Primrose, 3e comte de Rosebery, charge Robert Adam de concevoir une nouvelle maison à Barnbougle, et en 1788, Robert Burn fournit également des plans. Cependant, le comte se concentre sur le domaine, procédant à la plantation de bois et à la construction d'un jardin clos. Le fils du 3e comte, Archibald Primrose, commande d'autres plans au début du XIXe siècle à William Atkinson (en) (1805) et William Burn (1808). Encore une fois, rien n'est fait jusqu'à ce qu'Archibald devienne 4e comte de Rosebery en 1814. Il se tourne ensuite vers Jeffry Wyatville pour une nouvelle maison, qui lui fournit une conception gothique Tudor. Lord Rosebery approuve, mais souhaite employer William Wilkins, avec qui il a fréquenté Cambridge. On demande à Wilkins une conception gothique Tudor, qui est finalement construite en 1817. La conception de la maison s'inspire du manoir East Barsham du XVIe siècle dans le Norfolk. À partir de 1812, le paysage conçu autour de la maison est également aménagé selon les plans de Thomas White Jr.
En 1927, la reine Mary et sa fille Mary, la princesse royale, s'y rendent.

## Intérieurs
Contrairement à l'extérieur, la plupart des pièces principales sont de style Régence, à l'exception du toit à poutres martelées du hall. La maison contient de nombreux tableaux et meubles des collections Rosebery et Rothschild, résultant du mariage du 5e comte en 1878 avec Hannah, fille et héritière de Meyer de Rothschild. Une grande partie des meubles et de la porcelaine française proviennent du manoir anglais de la famille, Mentmore, Buckinghamshire, à la suite de la vente de ce dernier en 1977. Dalmeny possède également l'une des plus grandes collections de souvenirs napoléoniens de Grande-Bretagne.